# Crown Court
Crown Court è una serie televisiva britannica in 879 episodi trasmessi per la prima volta nel corso di tredici stagioni dal 1972 al 1984.
È una serie del genere giudiziario incentrata su vari casi affrontati in un'aula di tribunale.
Ogni caso viene affrontato per tre episodi (tranne alcune eccezioni con casi che durano solo uno o due episodi o vengono trattati in episodi speciali della durata di quasi un'ora).
La particolarità della serie, che la avvicina a un programma di intrattenimento oltre che ad una classica serie di fiction, è il fatto che, mentre gli accusati, gli avvocati e i membri della corte erano attori, la giuria popolare era costituita da membri del pubblico scelti dalla produzione per ogni caso.
Al terzo episodio, la giuria doveva poi emettere il verdetto.
A differenza della maggior parte degli altri drammi legali, inoltre, in Crown Court i casi vengono presentati da un punto di vista neutrale piuttosto che dalla prospettiva di uno degli accusati o di uno degli avvocati e l'azione è limitata alla stessa aula con occasionali brevi apparizioni al di fuori del tribunale.
Le storie sono caratterizzate da una grande varietà di accuse di livello penale e anche da alcune cause civili come la diffamazione, truffe assicurative o relative al diritto d'autore.

## Personaggi e interpreti
- Court Reporter (378 episodi, 1972-1984), interpretato da Peter Wheeler.
- Court Usher (223 episodi, 1972-1979), interpretato da Joseph Berry.
- Clerk of the Court (155 episodi, 1972-1979), interpretato da Richard Colson.
- Charles Lotterby (108 episodi, 1972-1978), interpretato da David Ashford.
- Clerk of Court (96 episodi, 1972-1984), interpretato da Derek Hockridge.
- Justice Campbell (86 episodi, 1972-1976), interpretato da William Mervyn.
- Jonathan Fry QC (67 episodi, 1972-1984), interpretato da Bernard Gallagher.
- Helen Tate (66 episodi, 1972-1975), interpretato da Dorothy Vernon.
- Justice Mitchenor (59 episodi, 1972-1982), interpretato da John Barron.
- James Elliot QC (55 episodi, 1972-1979), interpretato da Charles Keating.
- Barry Deeley (54 episodi, 1972-1974), interpretato da John Alkin.
- The Hon. Mr. Justice Bragge (53 episodi, 1972-1978), interpretato da Edward Jewesbury.
- Jeremy Parsons QC (51 episodi, 1973-1978), interpretato da Richard Wilson.
- John Lloyd (42 episodi, 1973-1984), interpretato da John Flanagan.
- Stephen Harvesty (37 episodi, 1972-1983), interpretato da Terrence Hardiman.
- Andrew Logan QC (34 episodi, 1972-1976), interpretato da Bernard Brown.
- Marcus Golding (32 episodi, 1973-1983), interpretato da Jonathan Elsom.
- The Hon. Mr. Justice Waddington (30 episodi, 1972-1977), interpretato da Richard Warner.
- Martin O'Connor (26 episodi, 1972-1983), interpretato da William Simons.
- Clerk of Court (24 episodi, 1972-1984), interpretato da John Jardine.
- The Hon. Mr. Justice Craig (23 episodi, 1973-1977), interpretato da Frank Middlemass.
- Justice Mowbray (23 episodi, 1973-1983), interpretato da John Horsley.
- Clerk of Court (22 episodi, 1973-1979), interpretato da Alick Hayes.
- Court Usher (21 episodi, 1975-1976), interpretato da Eirwyn Davies.

Tra le guest star: Eleanor Bron, Warren Clarke, Tom Conti, Brian Cox, Philip Bond, Michael Elphick, Sheila Fearn, Colin Firth, Brenda Fricker, Derek Griffiths, Nigel Havers, Bernard Hill, Gregor Fisher, Ben Kingsley, Ian Marter, Mark McManus, Vivien Merchant, Mary Miller, Geraldine Newman, Judy Parfitt, Robert Powell, Peter Sallis, Michael Sheard, Juliet Stevenson, Mary Wimbush, Mark Wing-Davey.

## Produzione
La serie fu prodotta da Granada Television.

### Registi
Tra i registi sono accreditati:
- Bob Hird in 30 episodi (1973-1978)
- Stephen Butcher in 26 episodi (1974-1983)
- Laurence Moody in 25 episodi (1974-1978)
- Gerry Mill in 24 episodi (1972-1978)
- Brian Mills in 17 episodi (1972-1983)
- Voytek in 17 episodi (1973-1974)
- Oliver Horsbrugh in 16 episodi (1974-1983)
- Peter Plummer in 13 episodi (1972-1978)
- Roger Tucker in 13 episodi (1972-1976)
- Carol Wilks in 13 episodi (1972-1976)
- Quentin Lawrence in 11 episodi (1973-1975)
- Philip Draycott in 11 episodi (1976-1978)
- Bryan Izzard in 9 episodi (1972-1974)
- Mark Cullingham in 9 episodi (1973)
- Richard Doubleday in 9 episodi (1973)
- Alan Gibson in 9 episodi (1973)
- Bill Gilmour in 9 episodi (1974-1983)
- Brian Parker in 7 episodi (1973-1977)
- Gareth Morgan in 7 episodi (1982-1984)
- Alan Bromly in 6 episodi (1972-1977)
- Richard Everitt in 6 episodi (1972-1975)
- Howard Baker in 6 episodi (1972-1973)
- Michael Currer-Briggs in 6 episodi (1973)
- Gordon Flemyng in 6 episodi (1973)

### Sceneggiatori
Tra gli sceneggiatori sono accreditati:
- David Fisher in 35 episodi (1972-1975)
- Bruce Stewart in 29 episodi (1972-1974)
- David Blunt in 19 episodi (1973-1982)
- Paul Wheeler in 18 episodi (1972-1973)
- David Weir in 15 episodi (1973-1975)
- Peter King in 15 episodi (1974-1979)
- Roger Parkes in 12 episodi (1972-1978)
- Peter Wildeblood in 12 episodi (1972-1975)
- David Yallop in 10 episodi (1975-1978)
- Brian Clark in 10 episodi (1975-1977)

## Distribuzione
La serie fu trasmessa nel Regno Unito dal 18 ottobre 1972 al 29 marzo 1984 sulla rete televisiva Independent Television.

## Episodi
| Stagione             | Episodi | Prima TV Regno Unito | Prima TV Italia |
| -------------------- | ------- | -------------------- | --------------- |
| Prima stagione       | 39      | 1972                 |                 |
| Seconda stagione     | 151     | 1973                 |                 |
| Terza stagione       | 153     | 1974                 |                 |
| Quarta stagione      | 99      | 1975                 |                 |
| Quinta stagione      | 92      | 1976                 |                 |
| Sesta stagione       | 66      | 1977                 |                 |
| Settima stagione     | 77      | 1978                 |                 |
| Ottava stagione      | 59      | 1979                 |                 |
| Nona stagione        | 2       | 1980                 |                 |
| Decima stagione      | 22      | 1981                 |                 |
| Undicesima stagione  | 39      | 1982                 |                 |
| Dodicesima stagione  | 37      | 1983                 |                 |
| Tredicesima stagione | 39      | 1984                 |                 |